# Savannenachtzwaluw
De savannenachtzwaluw (Caprimulgus affinis) is een vogel uit de familie van de nachtzwaluwen (Caprimulgidae).

## Verspreiding en leefgebied
De broedgebieden van de savannenachtzwaluw liggen in binnen een groot gebied in Zuid-en Zuidoost-Azië.
De soort telt zes ondersoorten:
- C. a. monticolus: van noordoostelijk Pakistan via noordelijk India en Myanmar tot Thailand, Cambodja en zuidelijk Vietnam.
- C. a. amoyensis: zuidelijk en zuidoostelijk China en noordelijk Vietnam.
- C. a. stictomus: Taiwan.
- C. a. affinis: zuidelijk deel van Malakka, de Grote- en Kleine Soenda-eilanden.
- C. a. propinquus: centraal en zuidelijk Celebes.
- C. a. timorensis: de oostelijke Kleine Soenda-eilanden.

## Status
Omdat de savanne-nachtzwaluw een groot verspreidingsgebied heeft, is de kans op uitsterven gering. De grootte van de populatie is niet gekwantificeerd. Er is geen aanleiding te veronderstellen dat de soort in aantal achteruit gaat. Om deze redenen staat deze nachtzwaluw als niet bedreigd op de Rode Lijst van de IUCN.